# شادی امینی
شادی امینی (زاده ۲۲ تیر ۱۳۶۵ خورشیدی در تهران) ترانه‌سرا، آهنگساز و خواننده ایرانی ساکن لس آنجلس است. در آثار او توجه به مسائل اجتماعی ایران و همچنین زنان و دغدغه‌های آن‌ها انعکاس یافته است.

## زندگی‌نامه
شادی امینی متولد ۲۲ تیر ۱۳۶۵ خورشیدی در بیمارستان پاسارگاد تهران است. او در خانواده‌ای آشنا با موزیک متولد شد و توسط پدربزرگش که به نواهای قدیمی و دشتی ایران آَشنایی داشت با موسیقی آشنا شد. او دربارهٔ سرایش اولین شعرش می‌گوید: «اولین شعرم را دوازده سالگی برای انشای ترم اول مدرسه نوشتم. یک شعر نو. از بین همه موضوعات انشا چشمم روی «خانه دوست کجاست» ماند و شروع کردم به نوشتن. می‌دانستم شعر سهراب سپهری است اما تا آن روز نخوانده بودمش. معلمم تشویقم کرد، شعرم را دوست داشت. دلم گرم شد و از آن روز به بعد دفتر شعرم دفتر خاطراتم بود. اولین ترانه‌ای که نوشتم این شوق را در دلم ایجاد کرد که روزی خودم می‌خوانمش. چه کسی می‌تواند احساسم را بهتر از خودم بخواند…»
او فارغ‌التحصیل رشتهٔ مهندسی شهرسازی از دانشگاه هنر است. وی تا قبل از خروج از ایران در زمینهٔ طراحی داخلی فعالیت داشته است. او در سن ۲۴ سالگی از ایران خارج شده و به مدت سه سال در تایلند ساکن بود. شروع فعالیت حرفه‌ای او با انتشار آهنگ تخت خواب در سال ۲۰۱۲ بود. او پس از انتشار چند تک‌آهنگ دیگر، راهی آمریکا و ساکن لوس آنجلس شد.

## آثار
او تاکنون چندین تک ترانه روانه بازار کرده است. کارهایی که در فضای مجازی بازخورد خوبی برای او داشته و با استقبال زیادی همراه شده است. او باور دارد که در اجرای هر ترانه، پیام مشخصی دارد و تلاش می‌کند تا با ارائه آثار متفاوت و هدفمند، صدای نسلی از خواننده‌های جوان زن ایرانی باشد که در پی اثبات توانای‌های خود در موسیقی پاپ ایران هستند.

او با حمایت از کمپین «نه به حجاب ایرانی» آهنگ تخت خواب خودش را به این کمپین و تمام زنان سرزمینش تقدیم کرد.
| نام آهنگ     | ترانه‌سرا       | آهنگساز       | تنظیم‌کننده    | سال انتشار |
| ------------ | -------------- | ------------- | ------------- | ---------- |
| بالکن        | شادی امینی     | پوریا متابعان | هامون تهرانی  | ۲۰۱۵       |
| سوژه عکاسی   | شادی امینی     | مهدی بابادوست | فربد فروغی    | ۲۰۱۳       |
| جاده شمال    | شادی امینی     | پوریا متابعان | هامون تهرانی  | ۲۰۱۴       |
| بازی         | پوریا متابعان  | شادی امینی    |               |            |
| فاصله        | شادی امینی     | شادی امینی    |               |            |
| خوب باش      | پوریا متابعان  | پوریا متابعان | پوریا متابعان | ۲۰۱۳       |
| دیونه        | شادی امینی     | شادی امینی    | ارژنگ         | ۲۰۱۳       |
| عیدی         | سید مهدی موسوی | شادی امینی    |               |            |
| بغلم کن      | شادی امینی     | پوریا متابعان | ارژنگ         | ۲۰۱۳       |
| بی خیال دنیا | شادی امینی     | شادی امینی    |               |            |
| بر می‌گردم    | شادی امینی     | پوریا متابعان | فربد فروغی    | ۲۰۱۳       |
| به سلامتی    | سید مهدی موسوی | پوریا متابعان | هامون تهرانی  | ۲۰۱۳       |
| به من چه؟    | شادی امینی     | شادی امینی    | فربد فروغی    | ۲۰۱۳       |
| ۲۸           | فاطمه اختصاری  | پوریا متابعان | هامون تهرانی  |            |
| روسری        | سید مهدی موسوی | شادی امینی    | هامون تهرانی  | ۲۰۱۶       |
| تخت خواب     | شادی امینی     | شادی امینی    | ارژنگ         | ۲۰۱۲       |
| مست          | شادی امینی     | پوریا متابعان | هامون تهرانی  | ۲۰۱۷       |
| سلفی         | شادی امینی     | شادی امینی    | هامون تهرانی  | ۲۰۱۷       |
| مشتری        | مولانا         | شادی امینی    | هامون تهرانی  | ۲۰۲۰       |
| دژمن         | شادی امینی     | شادی امینی    |               | ۲۰۲۱       |